# Setaria scandens
Setaria scandens là một loài thực vật có hoa trong họ Hòa thảo. Loài này được Schrad. miêu tả khoa học đầu tiên năm 1824.